# Bathybadistes scabra
Bathybadistes scabra är en kräftdjursart som beskrevs av Yakov Avadievich Birstein 1971. Bathybadistes scabra ingår i släktet Bathybadistes och familjen Munnopsidae. Inga underarter finns listade i Catalogue of Life.